# Luca Tarenzi
Luca Tarenzi (Somma Lombardo, 1976) è uno scrittore e traduttore italiano, autore di romanzi fantasy e saggi.

## Biografia
Laureato in storia delle religioni all'Università Cattolica di Milano, è stato giornalista e redattore. Collabora con varie case editrici come traduttore, editor e consulente: tra le sue traduzioni figurano opere di Douglas Preston e Lincoln Child per Rizzoli, e di Jonathan Stroud e Nahoko Uehashi per Salani.
Ha esordito come scrittore nel 2006 con il romanzo di genere urban fantasy Pentar (Alacrán) (ripubblicato nel 2008 con il titolo Pentar – Il patto degli dei).
Sempre nel 2006 ha dato alle stampe il saggio-biografia a tema spirituale La sciamana del deserto (edizioni Lindau – L'Età dell'Acquario), sulla vita di Doña Maria, un'italiana istruita nello sciamanesimo dagli Huicholes del Messico.
Nel 2008 ha pubblicato Il libro dei peccati (Alacran), raccolta di racconti di varia natura (storici, fantasy, horror) e ambientazione (la Costantinopoli del VII secolo, la protostoria biblica, l'Italia del XIII secolo, la Scandinavia medievale e il mondo contemporaneo), tutti sul tema della colpa e della redenzione.
Nel 2009 ha partecipato all'antologia Sanctuary (Asengard) con il racconto Saint Vicious, e ha pubblicato Le due lune (Alacran) che ha per tema la licantropia e basa buona parte della propria ambientazione su leggende tradizionali italiane, personaggi storici (come il conte Giuseppe Gorani) e luoghi realmente esistenti (la chiesa di San Bernardino alle Ossa, la cripta di San Giovanni in Conca, il Cimitero Monumentale di Milano).
Nel 2010 ha pubblicato per Asengard il romanzo breve Il sentiero di legno e sangue, rielaborazione in chiave new weird di Pinocchio. Nel febbraio 2011 viene pubblicato Quando il diavolo ti accarezza, edito da Salani: il romanzo, sempre di genere urban fantasy, è ambientato nella stessa Milano de Le due lune e ha per tema principale gli angeli e i demoni; anche in questo caso l'autore si rifà a figure reali della mitologia inerente (Arioch, Azazel, Hadraniel), della storia (i conti Giuseppe Gorani e Manfredo Settala) e della città in cui il racconto si svolge (in particolar modo vanno ricordate la Stretta Bagnera, Piazza Mercanti e Piazza Vetra). Nel 2012 il romanzo ha vinto il Premio Italia come miglior fantasy di autore italiano.
Nel 2013 pubblica, sempre per Salani, il romanzo urban fantasy Godbreaker, un altro urban fantasy avente per protagonisti delle divinità e ambientato tra Milano, Amsterdam e Londra.
Nel 2014 pubblica due romanzi con la neonata Acheron Books: Poison Fairies - La guerra della discarica, primo capitolo di una trilogia urban fantasy, e (con lo pseudonimo di Giovanni Anastasi) Demon Hunter Severian - La signora dei cancelli della notte, ambientato nella Milano imperiale del IV secolo d.C.
Nel 2015 esce il secondo capitolo di Poison Fairies, intitolato I re delle macerie, sempre per Acheron Books, cui seguirà la conclusione La cosa più pericolosa, nel 2018.
Alan D. Altieri lo ha definito "il geniale autore italiano che ha portato in primo piano la variazione di genere nel genere chiamata urban fantasy".
Vive ad Arona sul Lago Maggiore.

## Opere

### Ciclo di Milano
1. Le due lune, Alacrán, 2009.
2. Quando il diavolo ti accarezza, Adriano Salani Editore, 2011.
3. Godbreaker, Adriano Salani Editore, 2013.

### Poison Fairies
1. Poison Fairies 1. La guerra della discarica, Acheron Books, 2014.
2. Poison Fairies 2. I re delle macerie, Acheron Books, 2015.
3. Poison Fairies 3. La cosa più pericolosa, Acheron Books, 2018.

La trilogia è stata successivamente riunita nel volume omnibus Poison Fairies. La guerra dei Moryan, Acheron Books, 2019.

### L'ora dei dannati
1. L'ora dei dannati - L'Abisso, Giunti Editore, 2020.
2. L'ora dei dannati - La Montagna, Giunti Editore, 2021.
3. L'ora dei dannati - La guerra, Giunti Editore, 2022.

### Trilogia di Orfeo
1. Orfeo - Sogno e Morte, Giunti Editore, 2024.

### Romanzi autoconclusivi
- Pentar. Il patto degli dei, Alacrán, 2006; revisionato per lo stesso editore, 2008.
- Il sentiero di legno e sangue, Asengard, 2010.
- Demon Hunter Severian. La signora dei cancelli della notte, Acheron Books, 2014; con lo pseudonimo di Giovanni Anastasi.
- Di metallo e stelle. L'apprendista di Leonardo, Gainsworth Publishing, 2016.

### Raccolte di racconti
- Il libro dei peccati, Alacrán, 2008.
- Terra senza cielo, Gainsworth Publishing, 2019; collaborazione con Sara Aislinn Benatti.

### Saggi
- La sciamana del deserto, Lindau – L'Età dell'Acquario, 2006.
- La più breve storia dell'urban fantasy che si sia mai vista (fidatevi), postfazione a Diari dal Sottosuolo, Diario di Pensieri Persi, 2014.